# Culumana dualana
Culumana dualana är en insektsart som beskrevs av Delong 1979. Culumana dualana ingår i släktet Culumana och familjen dvärgstritar. Inga underarter finns listade i Catalogue of Life.